# Cosme Mestre
Cosme Mestre va néixer a finals del segle XV o principis del segle xvi.

## Biografia
Cosme Mestre estudià gramàtica i fou deixeble de Martín Ivarra. L'any 1532 va fundar l'escola d'Humanitats on va llegir la Metamorfosi d'Ovidi i Nebrija per principiants. Professor de gramàtica llatina, de lògica i de filosofia natural, va obtenir la càtedra de llatí. Professor de gran prestigi, els anys 1537-1541 i 1544 ensenyà Gramàtica, el curs 1541-1542 compaginà l'ensenyament de Lògica amb el de Filosofia natural.
Va ser nomenat rector de l'Estudi General de Barcelona, càrrec que va exercir entre l'1 d'agost de 1539 i el 31 de juliol de 1540, i de l'1 d'agost de 1542 al 31 de juliol de 1543.
Va morir al segle xvi.

## Publicacions
- Mestre, Cosme. Carta del señor maestro Cosme, cirujano de Bolina, pueblo de la montaña, al doctor Don Josef Soler, ex-cirujano &c., sobre su papel titulado Respuesta en contextacion al oficio &c, &c. Sitges: Francisco Vilalta, 1813. Disponible a: Catàleg de les Biblioteques de la UB.